# L'Enfant de la roulotte
L'Enfant de la roulotte est un film muet français réalisé par Louis Feuillade et sorti en 1914.
Le film se compose de cinq épisodes:
1. - Madame d'Hauterive
2. - La petite intruse
3. - Une infernale machination
4. - La randonnée de l'auto grise
5. - Châtiment et récompense

## Fiche technique
- Réalisation : Louis Feuillade
- Scénario : Louis Feuillade
- Pays d'origine : France
- Société de production : Société des Établissements L. Gaumont
- Format : Muet - Noir et blanc - 1,33:1 - 35 mm
- Métrage : 1 069 m
- Genre : Serial
- Date de sortie :
  - France : mars 1914

## Distribution
- Renée Carl
- Max Dhartigny
- Berthe Jalabert
- Suzanne le Bret
- Mademoiselle Le Brun
- Jean-François Martial
- Laurent Morléas
- René Navarre
- René Poyen
- Suzanne Privat
- Edmond Bréon